# Camamilla pudent
La camamilla pudent, herba de la mare o segura (Anthemis cotula), és una espècie de planta amb flors anual de la família de les asteràcies que té una olor forta pudent. És una planta nativa d'Europa, el Nord d'Àfrica, la península Aràbiga i l'Iran però s'ha estès a Amèrica del Nord, Àfrica del Sud, Austràlia i Nova Zelanda, algunes zones d'Àsia i d'Amèrica del Sud. es troba com a vegetació ruderal i en els camps de conreu on es considera com una mala herba.
Addicionalment pot rebre els noms de camamilla, camamilla borda, camamilla de bosc, camamilla de mont, camamil·la de muntanya, camamil·la pudent, garlanda, margarita i ull de bou. També s'han recollit les variants lingüístiques camamila de muntanya, camamilla borde, camamilla pudenta, camamil·la pudenta, camamirla de mont i guirlanda.

## Etimologia
L'epítet específic "cotula" prové de la paraula del grec que significa "tassa", fent referència a la forma de les seves flors. Linnaeus li va donar aquest nom a la seva obra Species Plantarum el 1753.

## Descripció
Anthemis cotula es distingeix de Chamaemelum nobile per la mancança de les escates membranoses que sí que té per sota de les flors Chamaemelum nobile i també per la forta olor que fa A. cotula a més aquesta darrera té fulles similars a les del fonoll.
La seva alçada varia entre els 28 a 56 cm. Les fulles són pinnades. Cada tija acaba en un únic capítol floral que fa uns 2 cm de diàmetre. Els fruits són aquenis.

## Propietats
Indicacions: és antiespasmòdic, emmenagog, emètic, tònic, febrífug, carminatiu, vermífug, vulnerari.

## Sinònims
- Anthemis cotula subsp. psorosperma (Ten.) Arcang.
- Anthemis foetida Lam.
- Anthemis psorosperma Ten.
- Anthemis ramosa Link ex Spreng.
- Chamaemelum cotula (L.) All.
- Maruta cotula (L.) DC.
- Maruta foetida Cass.[8]

## Referències

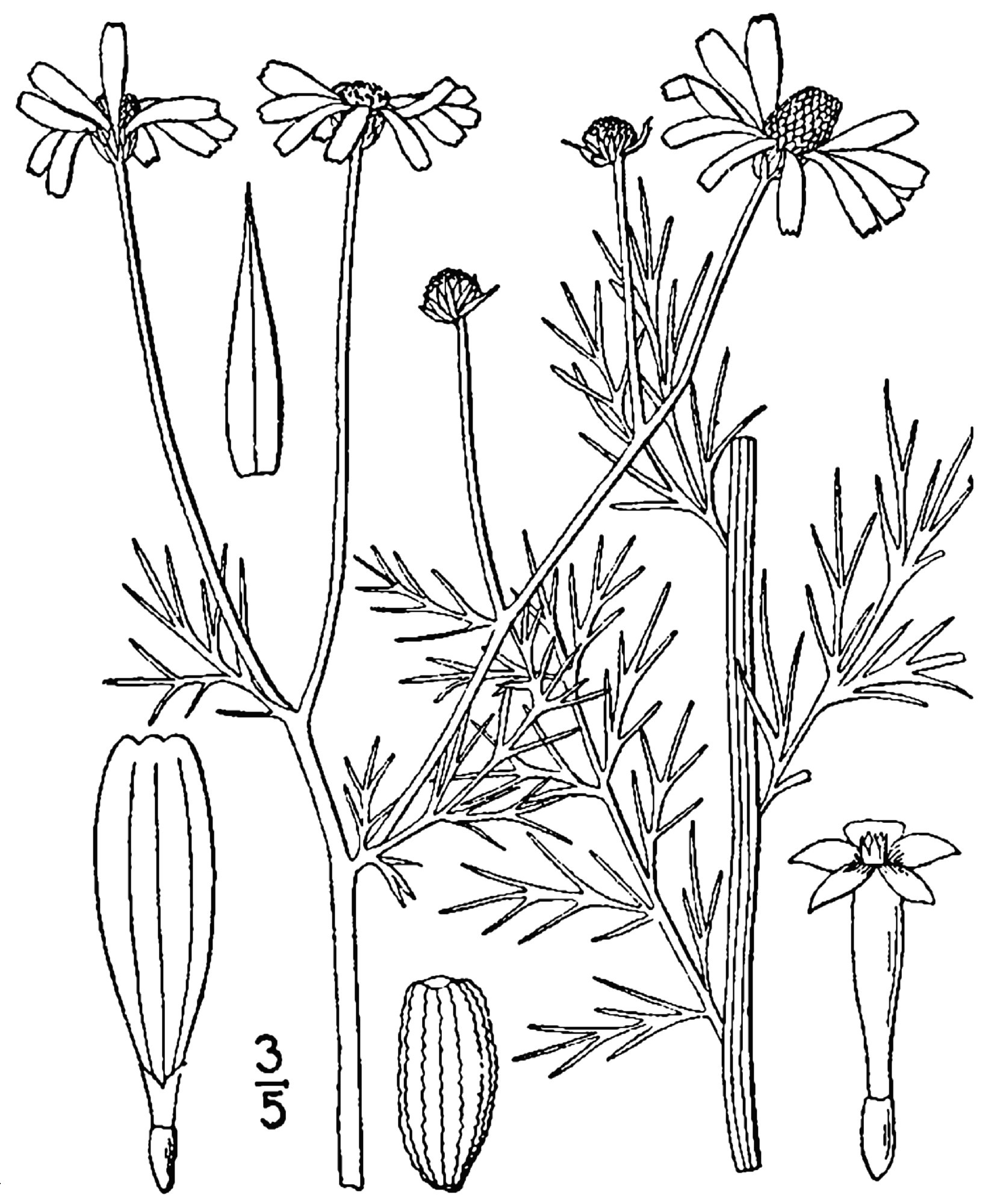
Il·lustració de N. Lord Britton i A. Brown 1913.